# Modelo de pandemonium

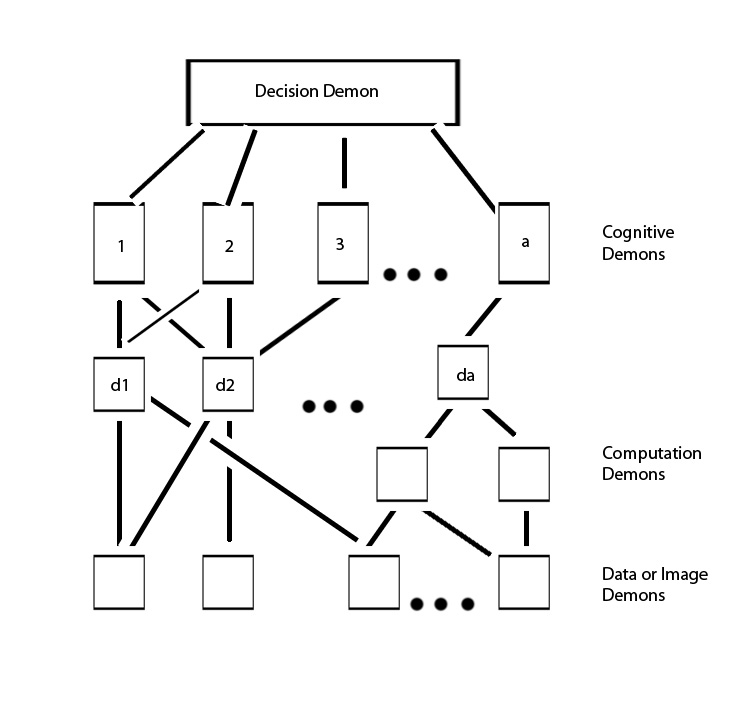
El modelo de pandemónium original propuesto por Oliver Selfridge en 1959.

El modelo de pandemónium surge como respuesta a partir de la falta de una verosimilitud biológica del fenómeno de imagen constante de la teoría de plantillas. Investigadores actuales elogian este modelo debido a su elegancia y creatividad; ya que la idea de tener sistemas independientes y diferentes (detectores de características) trabajando en paralelo a dirigirse al fenómeno de imagen constante de reconocimiento de plantillas es poderoso pero simple. La idea básica del modelo de pandemónium es que el patrón es primero percibido por sus partes antes de su entero.
El modelo de pandemónium fue uno de los primeros modelos computacionales en reconocimiento de patrones. A pesar de no ser perfecto, el modelo pandemónium influyó en el desarrollo de modelos modernos conexionistas, de inteligencia artificial y reconocimiento de palabras.

## Historia

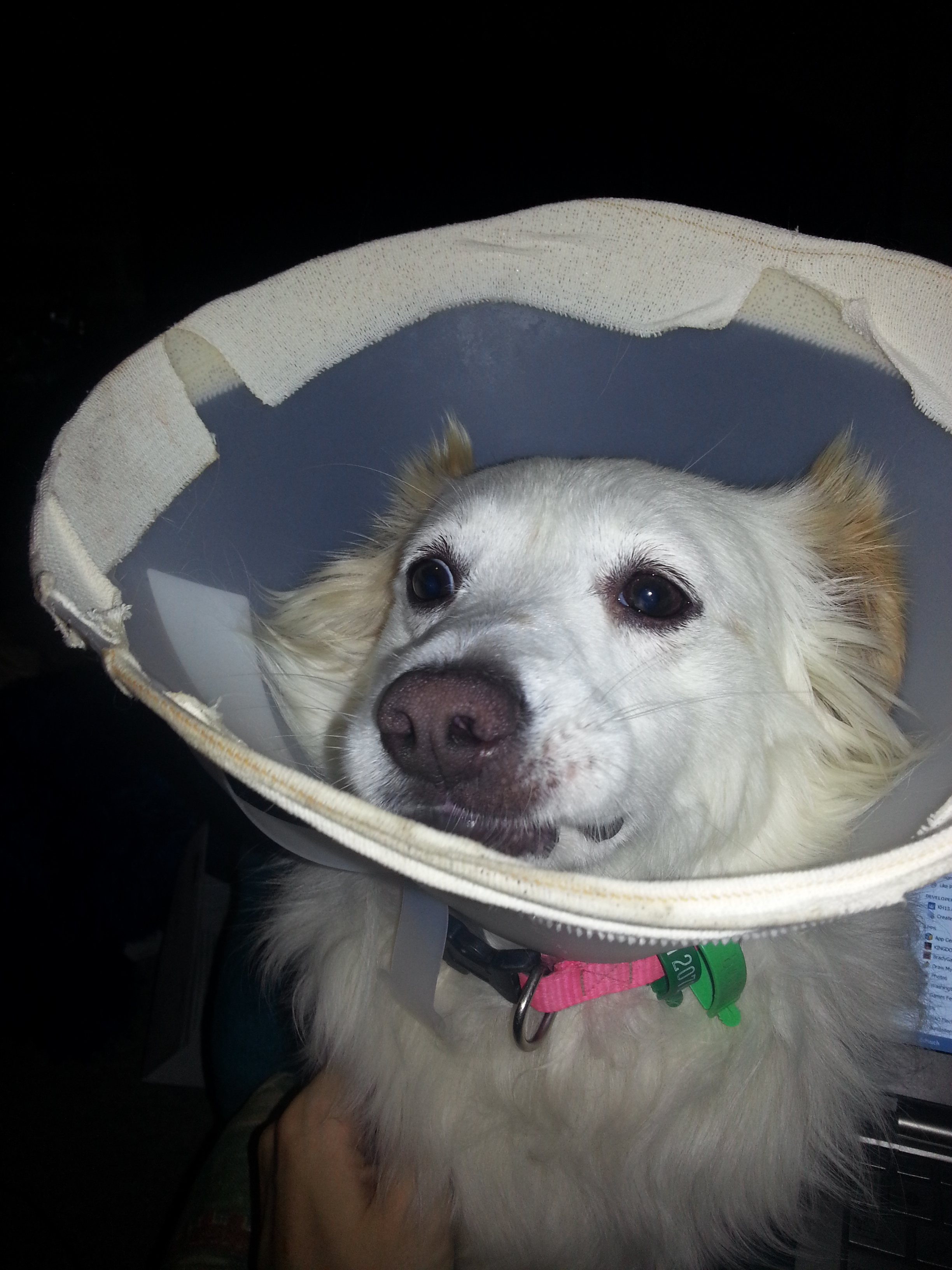
Nosotros percibimos un perro, pero ¿cómo y por qué?

La mayor parte de la investigación sobre la percepción se ha enfocado en el sistema visual, investigando los mecanismos de cómo vemos y observamos los objetos. Una función crítica de nuestro sistema visual es su habilidad para reconocer patrones, sin embargo, el mecanismo que logra hacer esto posible es incierto.
La primera teoría que trató de explicar cómo reconocemos patrones es la teoría de plantillas. De acuerdo con el modelo, comparamos los estímulos externos contra una representación mental interna. Si hay suficiente congruencia entre los estímulos percibidos, entonces tenemos el estímulo. Aunque algunas máquinas sigan el modo plantillas (ej. máquinas de bancos que reconozcan firmas de números de las cuentas), esta teoría tiene fallas críticas en explicar el fenómeno de la constancia de imagen: podemos reconocer con facilidad estímulos sin importar los cambios de sus presentación (ej. Tanto T como T se pueden identificar con facilidad como la letra T). Es muy improbable que tengamos guardado todos los patrones por cada una de las variaciones de un patrón singular.
Los modelos de detección de características comenzaron a aumentar como resultado de la crítica a la factibilidad biológica del modelo de coincidencia de plantillas. En un modelo de detección de características, la imagen al principio es percibida en sus elementos básicos individuales antes de ser reconocida como todo un objeto. Por ejemplo, cuando se nos presenta la letra A, primero veríamos una línea horizontal con dos líneas diagonales largas. Luego, combinaríamos las características para completar la percepción de la A. Cada patrón consiste en diferentes combinaciones de características, lo cual significa que aquellos que están formados por las mismas características causarán el mismo reconocimiento. Esto significa que, sin importar la rotación de la letra A, se seguirá percibiendo como la letra A. Continúa siendo fácil para este tipo de modelo explicar el fenómeno de la consistencia de imagen, ya que solamente es necesario emparejar en el nivel básico de las características, el cual es considerado como limitado y finito, por lo tanto se le considera biológicamente factible. El mejor modelo de detección de características conocido se llama modelo de pandemónium.

## Modelo de pandemónium
El modelo de pandemónium fue originalmente desarrollado por Oliver Selfridge a finales de la década de 1950. El modelo está compuesto de diferentes grupos de “demonios” que trabajan independientemente para procesar los estímulos visuales. Cada grupo de demonios es asignado a etapas específicas en el reconocimiento, y en cada grupo, los demonios trabajan en paralelo. Existen 4 grupos mayores de demonios en el modelo original.
| Etapa | Nombre del demonio       | Función |
| ----- | ------------------------ | --- |
| 1     | Demonio de imagen        | Guarda la imagen que es recibida por la retina. |
| 2     | Demonios característicos | Existen muchos demonios característicos, cada uno para representar una característica específica. Por ejemplo, hay un demonio característico para líneas cortas, otro para líneas curvas, y así sucesivamente. El trabajo de cada demonio característico es “gritar” si han detectado una característica a la cual corresponden. Tenga en cuenta que, cada demonio característico no pretende representar ninguna neurona específica, sino representar un grupo de neuronas que tienen funciones parecidas. Por ejemplo, el demonio característico de la línea vertical es utilizado para representar a las neuronas que responden a la imagen de una línea vertical en la retina.                                                                                             |
| 3     | Demonios cognitivos      | Observa el “grito” de los demonios característicos. Cada uno de los demonios cognitivos es responsable de un patrón en específico (ej. La letra a del alfabeto). El “grito” de los demonios cognitivos está basado en que tanto del patrón fue detectado por los demonios característicos. Por más características que los demonios cognitivos encuentren que correspondan al patrón, más fuerte será el “grito”. Por ejemplo, si los demonios características están gritando con una línea con curva,otra línea larga y derecha, y finalmente otra pequeña con un un ángulo entonces el demonio cognitivo de la letra R estará emocionado, a su vez que el de la letra P estará un poco emocionado; pero el demonio cognitivo de la letra Z estará muy probablemente callado. |
| 4     | Demonio decisivo         | Representa la etapa final del procesamiento. Escucha los “gritos” emitidos por los demonios cognitivos y selecciona al más fuerte. El demonio seleccionado se convierte en nuestra percepción consciente. Continuando con el ejemplo pasado, el demonio cognitivo R sería el más fuerte seguido de P, por lo tanto percibiremos a R, pero si llegamos a cometer un error debido a alguna condición de mala visualización, (ej. Letras que destellan o tienen partes obstruidas), es probable que se perciba a P. Tenga en cuenta que el “pandemónium” simplemente representa la acumulación de “gritos” producidos por el sistema. |

En el concepto de demonios característicos dice que hay neuronas específicas dedicadas al proceso, que tiene apoyo de investigaciones de la neurociencia. Hubel y Wiesel encontraron que hay células específicas en el cerebro de un gato que respondía a longitudes y orientaciones de una línea. Resultados similares fueron encontrados en ranas, pulpos y más variedad de animales. Los pulpos resultaron ser los únicos sensibles a las líneas verticales, en lugar de las ranas que mostraron tener un intervalo mayor de sensibilidad. Estos experimentos con animales demuestran que los detectores de características están desarrollados a un nivel primitivo. Ya que no resulta en un nivel cognitivo alto del desarrollo humano. Sin causar sorpresa, hay también evidencia que el cerebro humano posee estos elementos de detección de características.
Además, este modelo es capaz de aprender, similar a una red neuronal con estilo de propagación hacia atrás. La carga entre los demonios cognitivos y característicos puede ser ajustada en proporción a la diferencia entre el patrón correcto y la activación de los demonios cognitivos. Continuando con el ejemplo anterior, cuando aprendimos por primera vez la letra R, sabemos que está compuesta de una línea curva, una larga y derecha y otra corta angulada. Por lo tanto, cuando percibimos esas características, percibimos a R. Sin embargo, la letra P consiste de características muy similares, por lo que durante las primeras etapas de aprendizaje, es probable para este modelo confundir a P con una R. Pero a través de la exposición constante a las características de R identificadas como R, la carga de las características de R comparadas con P es ajustada para lograr inhibir la respuesta de P (ej. Aprender a inhibir la respuesta P cuando se detecta una corta línea angulada). En principio, un modelo de pandemónium puede identificar cualquier patrón.
Como se mencionó anteriormente, este modelo reconoce errores de predicciones basadas en la cantidad de características que coinciden. Como es el caso, es muy probable que en un error se identifique R en lugar de P. Así, para que se pueda mostrar que este modelo representa el sistema de reconocimiento de plantillas humano se deben poner las predicciones a prueba. Los investigadores debe construir escenarios donde varias letras se presenten en situaciones difíciles de identificar; luego escribir que tipo de errores se observaron, los cuales se usaron para generar matrices de confusión: donde todos los errores de cada letra fueron registrados. En general, los resultados de estos experimentos son de igualar los errores de predicciones con el modelo de pandemónium. También como resultados de estos experimentos, algunos investigadores han propuesto modelos que tratan de enlistar todas las características básicas del alfabeto latino.

## Críticas
Una de las mayores críticas para el modelo de pandemónium es que adopta un procesamiento ascendiente: que el reconocimientos es solamente impulsado por las  características físicas de los estímulos seleccionados.  Esto significa que no es capaz de tomar en cuenta cualquier proceso que tenga que ver con la percepción descendiente, como son el efecto de los contextos (ej. pareidolia), donde señales contextuales pueden calidad (ej, el efecto de superioridad de la palabras: es relativamente más sencillo identificar una letra cuando es parte de una palabra que cuando está sola)  el procesamiento. Sin embargo, no es una crítica fatal en general del modelo, ya que es relativamente fácil añadir un grupo a los demonios contextuales para que trabaje en conjunto con los demonios cognitivos encargados de tomar en cuenta los efectos del contexto.

Una demostración de la hipótesis global-a-local: las personas ven la A antes que las letras H.

A pesar de que el modelo de pandemónium está basado en el hecho de que puede responder al fenómeno de constancia de  imagen, algunos investigadores han argumentado de otra manera y señalado que el modelo pandemónium podría compartir las mismas fallas del modelo de coincidencia de plantillas. Por ejemplo, la letra H está compuesta de dos líneas largas verticales y una línea corta horizontal; pero si rotamos a la H 90 grados en cualquier dirección, ahora está compuesta de dos líneas largas horizontales y una línea vertical corta. A fin de que reconozcamos a la H rotada como una H, sería necesario un demonio cognitivo para la H rotada. Por lo que podríamos terminar con un sistema que requiere una gran cantidad de demonios cognitivos para lograr un reconocimiento preciso, lo cual nos dirigía a la misma crítica de factibilidad biológica del modelo de coincidencia de plantillas. Sin embargo, es complicado juzgar la validez de esta crítica debido a que el modelo pandemónium no especifica cómo ni cuáles características son extraídas de la información sensorial entrante, simplemente remarca las posibles etapas del patrón de reconocimiento. Pero, por supuesto, esto plantea sus propias preguntas, con las que es casi imposible criticar un modelo de este tipo si no se incluyen parámetros específicos. Además, la teoría parece estar incompleta, sin definir cómo ni cuáles características son extraídas, lo cual prueba ser bastante problemático con patrones complejos (ej. Extraer el valor y características de un perro).
Otros investigadores han señalado que la evidencia que apoya el modelo de pandemónium tiene una metodología muy limitada. La mayoría de los estudios que apoyan este modelo se han referido muy constantemente a su habilidad de reconocer simples y esquemáticos dibujos que son seleccionados de un pequeño grupo (ej. Las letras del alfabeto latino). La evidencia de que estos experimentos puedan llegar a sobregeneralizar y de no guiar correctamente conclusiones, debido a que el proceso de reconocer es complejo, los patrones de tres dimensiones pueden ser muy diferentes a los simples esquemas. Adicionalmente, algunos han criticado la metodología que se usa en la generación de la matriz de confusión, porque crea una confusión perceptiva (error en identificación causado por la coincidencia de las características en medio de la respuesta correcta e incorrecta) con adivinar después de la percepción (mucha gente adivina al azar porque no están seguros de qué vieron). Pero, estas críticas ya fueron contestadas cuando resultados similares implican otras paradigmas replicadas (ej. ve/no vayas y otras  tareas igual-diferente), apoyan la reclamación de que los humanos tienen detectores elementales de características. Estos nuevos paradigmas recaen en el tiempo de respuesta como la variable dependiente, que también se evita el problema de las celdas vacías que es inherente con la matriz de confusión (análisis estadísticos que son difíciles de conducir e interpretar cuando los datos tienen celdas vacías).
Adicionalmente, algunos investigadores han demostrado que la característica de acumulación de teorías como la del modelo pandemónium tienen el proceso de reconocimientos de patrones casi al revés. La crítica fue usada en su mayoría por defensores de la teoría de lo global a lo local, quienes defienden y dan evidencia que la percepción comienza con una vista borrosa y que se refina con el tiempo, implicando que la características de extracción no sucede en las primeras etapas de reconocimientos. Pero, no hay nada que prevenga al demonio de reconocer un patrón global en paralelo a otros demonios reconociendo patrones locales dentro de un patrón global. However, there is nothing to prevent a demon from recognizing a global pattern in parallel with other demons recognizing local patterns within the global pattern.

## Aplicaciones e influencias

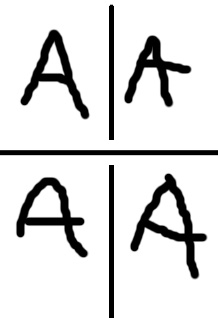
Un sistema en base al modelo de pandemónium fue capaz de identificar de manera correcta todos estos estímulos de la letra A, sin ser expuestas a ellos mismo anteriormente.

El modelo de pandemónium ha sido aplicado para resolver varios problemas del mundo real, como la traducción de códigos Morse enviados manualmente y la identificación de letras a mano. En general, la precisión de los modelos basados en pandemónium es impresionante, incluso cuando al sistema se le dio un periodo corto de tiempo para aprender. Por ejemplo, Doyle construyó un sistema basado en pandemónium con más de 30 analizadores complejos de características. Luego alimentó a su sistema varios cientos de letras para aprender. Durante esta etapa, el sistema analizó las letras introducidas y generó su propia emisión (la forma en que el sistema identificó la letra). Se comparó la emisión del sistema con la identificación correcta, la cual envió de regreso una señal de error para ajustar los valores de los analizadores de características correctamente. En la etapa de prueba, se presentaron letras desconocidas (con diferente estilo y tamaño a aquellas que fueron presentadas en la etapa de aprendizaje), y el sistema fue capaz de obtener una precisión de casi el 90%. Debido a su impresionante capacidad de reconocer palabras, todas las teorías modernas sobre cómo leen y reconocen palabras los humanos siguen esta jerarquía: el reconocimiento de palabras comienza con la extracción de características de la letra, lo cual luego activa los detectores de letras.  (e.g., SOLAR, SERIOL, IA, DRC).
Basado en el modelo original de pandemónium, John Jackson ha extendido la teoría para explicar fenómenos más haya de la percepción, Jackson ofrece una analogía de campo para tomar en cuenta la conciencia. Su campo consiste en un estante, un campo de juego y una sub-arena. La arena está poblada por distintos demonios. Los demonios que tienen asignados espacios en el campo son los demonios activos, ellos representan los elementos activos de la conciencia humana. Los demonios en el estante están ahí para ver a aquellos que juegan el campo hasta que alguien los emocione; cada demonio se emociona por cosas diferentes. Cuanto más se emocione el demonio más fuerte gritará. Si un demonio grita más allá del límite, puede unirse con los otros demonios que juegan en el campo y  realizar su función, que emociona a los otros demonios y el ciclo continúa. La analogía de la sub-arena funciona como el mecanismo de aprender y retroalimentación del sistema. El sistema de aprendizaje es similar a cualquier otra red de estilo neural, el cual modifica la fuerza de la conexión entre demonios; en otras palabras, la manera es que los demonios se contestan entre ellos conforme a sus gritos. Este agente múltiplo se aproxima a los humanos con información que se convierte en un supuesto de los diferentes modelos de inteligencia múltiple.